# Jednotka
Jednotka (tidligere STV1) er en slovakisk tv-kanal der var ejet og drevet af Slovenská televízia.

## Programmer
- Substitutterne
- Správy STV
- Góly - body - sekundy
- Krátke správy
- 24 hodín
- Reportéri
- Ranný magazín
- Relax
- Extra (tv-serie)
- O 5 minút 12
- Nie si sama
- Varení, pečení
- Žienka domáca
- Svet v obrazoch
- Duel (tv-serie)
- Niečo za niečo
- Drišľakoviny
- Dnes vás baví Senzus
- Najväčšie kriminálne prípady Slovenska
- Pošta pre teba
- Zmenáreň
- Repete
- Detské správy
- Elá hop!
- Superchyty
- SuperKvíz Junior
- Simpsonovci
- Medicopter 117
- McLeodove dcéry
- 24
- Dempsey a Makepeacová